# ألبرت سورنسن
ألبرت سورنسن (بالإنجليزية: Albert Sorensen)‏ هو سياسي أمريكي، ولد في 19 فبراير 1932 في نورووك في الولايات المتحدة. حزبياً، نشط في Iowa Democratic Party ‏ والحزب الديمقراطي. وقد انتخب عضو مجلس ولاية آيوا.